# WeetBix
WeetBix és un popular cereal d'esmorzar australià. És popular a tot el món, especialment a Austràlia, Nova Zelanda, Papua Nova Guinea, Fiji, Nova Caledònia, Indonèsia, Singapur, Malàisia i la Polinèsia Francesa. WeetBix es produeix a Austràlia (Sydney, Brisbane i Perth) i Nova Zelanda (Auckland).